# Rune Elmehed
Rune Axel Martin Elmehed, tidigare Karlsson, född den 10 november 1925 i Skara stadsförsamling, Skara, död den 22 december 2015, var en svensk organist, körledare och tonsättare. Han arbetade i cirka 30 år som organist i Västerviks församling. Efter orgelstudier för Ivar Widéen i Skara studerade han under fem års tid vid Musikhögskolan i Stockholm, och avlade därefter Högre organist- och kantorsexamen samt musiklärar- och pianostämmarexamen.

## Biografi
Rune Elmehed föddes 1925 i Skara och var son till järnarbetaren Axel Karlsson och Elin Maria Henningsson. Han började redan som åttaåring att ackompanjera på orgel i hemstaden Skara under söndagsskolan i Missionskyrkan. Vid 12 års ålder arbetade han regelbundet som kantor.
1960 bosatte sig Elmehed i Västervik, och från 1962 till åtminstone 2009 bodde han på Södra Järnvägsgatan där.

## Familj
Tillsammans med hustrun Anita fick Rune Elmehed sönerna Hans, Kurt och Ingemar.

## Musikverk

### Manskör
- Den dag du gav oss
- En stjärna gick på himlen fram
- Gloria
- Guds kärlek är som stranden
- Nu tacken Gud, allt folk
- Vaken upp! En stämma bjuder
- Led mig Gud
- Härlig är jorden

- O store Gud. Utgiven 1979 på Cantate, Västerås.[2]

### Orgel
- Grangärde-svit. Utgiven 1993 på Noteria, Klockrike.[3]

- Orgelmusik i Norra Vi. Utgiven 1996 på Noteria, Klockrike.[4]

- Sorgen och Glädjen. Utgiven 1998 på Cantate, Västerås.[5]

1. Sorgen och glädjen
2. Lacrimosa ur Wolfgang Amadeus Mozarts Requiem.
3. Dagen är nära ur Georg Friedrich Händels Rinaldo.
4. Är du hos mig av Johann Sebastian Bach.
5. Herre, mitt ljus (Caro mio ben) av Giuseppe Giordani.
6. Andante cantabile av Rune Elmehed.
7. Så kort var den fröjd, melodi från Älvdalen.
8. En sabbatsdag väntar oss alla (melodi från Norge)

- Vid evighetens brunnar. Utgiven 1998 på Cantate, Västerås.[6]

1. Vid evighetens brunnar, svensk folkmelodi.
2. Pie Jesu ur Gabriel Faurés Requiem.
3. Ave Maris Stella av Edvard Grieg.
4. Largo ur Vintern, De fyra årstiderna av Antonio Vivaldi.
5. Larghetto ur Sinfonia nummer 15 i G-dur av Johan Helmich Roman.
6. Säg mig den vägen, melodi från Skattungbyn.
7. Deep river, spiritual.
8. Det blir något i himlen för barnen att få

- Smålandia. Utgiven 1999 på Norbergs musikförlag, Klockrike.[7]

1. Preludium över Brudmarsch från Mo härad
2. Solo över en visa från Jät
3. Duo över en kadrilj
4. Trio över en polska från Gränna
5. Trumpetstämma över en gånglåt från Ingelsta Nöbbele
6. Trio över en anglais
7. Plenum över en brudmarsch från Tranås

- Hommage à Ivar Widéen. På teman av Ivar Widéen. Utgiven 1999 på Norbergs musikförlag, Klockrike.[8]

- Greensleeves, variationer. Utgiven 1999 på Norbergs musikförlag, Klockrike.[9]

- Över berg och dal, sommarpartita i 6 variationer. Utgiven 2000 på Norbergs musikförlag, Klockrike.[10]

- Hur ljuvt det är att komma. Utgiven 1998 på Cantate, Västerås.[11]

1. Hur ljuvt det är att komma
2. Som sådden förnimmer Guds välbehag
3. Bred dina vida vingar
4. Jag nu den pärlan funnit har
5. Amazing grace
6. Det finns en väg till himmelen

- Orgeldans över två spelmansvalser efter Håkan Johansson, Västra Torsås. Utgiven 2001 på Norbergs musikförlag, Klockrike.[12]

- Toccata över koralen Livet vann, dess namn är Jesus. Utgiven 2004 på Cantate, Västerås.[13]

- Hell morgonstjärna, mild och ren. Utgiven 2005 på Norbergs musikförlag, Klockrike.[14]

- Orgelns årstider. Utgiven 2005 på Norbergs musikförlag, Klockrike.[15]

1. Preludium på istapparna
2. Vårdröm-fågelsång
3. Sommarscherzo
4. Höst-carillon

- Dans inför Herren. Utgiven 2005 på Norbergs musikförlag, Klockrike.[16]

1. Intåg
2. Hambo
3. Vals
4. Schottis
5. Polska
6. Långsam vals
7. Uttåg

- Orgelmusik. Utgiven 2006 på Norbergs musikförlag, Klockrike.[17]

1. Intrada organo pleno av Johann Hermann Schein.
2. Andante av John Goss.
3. Att komma hem av Göte Strandsjö.
4. Var är den vän, melodi från Malung.
5. In dulci jubilo

- Som sådden förnimmer Guds välbehag. Utgiven 2007 på Norbergs musikförlag, Klockrike.[18]

- Snöflinge-scherzo. Utgiven 2007 på Norbergs musikförlag, Klockrike.[19]

- Skapelsen sjunger. Utgiven 2007 på Norbergs musikförlag, Klockrike.[20]

1. Solens sång
2. Månens sång
3. Jordens sång

- Från folkvisa till Ellinton. Utgiven 2007 på Cantate, Västerås.[21]

1. My Lord what a morning
2. Allt under himmelens fäste
3. O, vad världen nu är skön av Wolfgang Amadeus Mozart.
4. Heaven av Duke Ellington.
5. Come Sunday av Duke Ellington.

- Tre påskkoraler. Utgiven 2007 på Cantate, Västerås.[22]

1. Guds Son en gång i morgonglans
2. Ge Jesus äran, frälsta mänsklighet
3. Upp, min tunga, att lovsjunga

- Lyriska småstycken. Utgiven 2008 på Cantate, Västerås.[23]

1. Den signade dag, koralvariant från Mora.
2. Sicilienne av Maria Theresia von Paradis.
3. Meditation, finsk folkmelodi.

- Festmusik för orgel

- Gabriellas sång

- Meditation

- Humlesurr och Blomsterdans, en småländsk pastoralsvit.

1. Humlalyckan
2. I nyponrosens blomningstid
3. Små blåklockor klinga
4. Granskogens mörker
5. Myggdansen
6. Ängens blomsterdans

- Julkoraler

1. Det är en ros utsprungen
2. Stilla natt, heliga natt

- Jag nu den pärlan funnit har.

- En herrdag i höjden.

1. Introduktion
2. Pastoral
3. Fantasia
4. Final

- Pie Jesu ur Requiem

### Flöjt och orgel
- In dulci jubilo. Utgiven 2016 på Cantate, Klockrike.[24]

### Piano
- Romance. Komponerad till den 31 januari 1992 för återinvigningen av flygel och teaterlokal i Folkets hus, Västervik. Utgiven 2017 på Norbergs musikförlag, Klockrike.[25]

### Kör
- Alla väntat Herre
- Ave Maria
- Dig vi prisa och lovsjunga
- Fader vår
- Gloria/Angels, from the realms of glory
- Gud, i mina unga dagar
- Hela världen fröjdes Herran
- Helig, helig, helig - särtryck ur "Guds och lammmets lov, del 10"
- Marias vaggsång
- Nova Cantica, del 1
- Nu är advent
- O, du Guds lamm/O Israel! O Mänsklighet
- Panis Angelicus
- Quando corpus/Salig livets själ förbliver
- Två hymner i fastetid
- Två Påskhymner
- Vaken upp! En stämma bjuder
- Vi prisar dig
- Vägen till livet
- Agnus Dei
- Cantate Domino
- Gläns över sjö och strand
- Jubilemus/Låt oss prisa gud med jubel
- Jublen till Herren - körpartitur
- Jublen till Herren - partitur med stämmor
- Julsång
- Lacrymosa/Tårfylld lider sundens mänska
- Lovsång till Gud
- Sjung med julefröjd
- Standin' in the need of prayer
- Herdar som på fälten vaktat
- Nocturne
- Jag nu den pärlan funnit har

- Tre sånger vid kyrkoårets slut. Text av Sam Olsson. Utgiven 1980 på Cantate, Västerås.[26]

1. Led oss och bär oss
2. Nu och framdeles (O Gud, vår Gud vi tacka dig)
3. Inför tronen (O Gud inför din dom jag står)

- Kärlek av nåd. Utgiven 1981 på Cantate, Västerås.[27]

- Tio psalmer och visor. Utgiven 1982 på Cantate, Västerås.[28]

1. Som ett klockspel hör jag dig
2. Vi till ditt altarbord bär fram
3. Mitt i vintern var det
4. När världens Frälsare jag ser
5. O natt av ljus som ej kan dö
6. O jord som berg och blommor
7. Jag vill sjunga om min vän
8. Det finns en väg till himmelen
9. Hur mäktig är den sabbat
10. Bred dina vida vingar

### Barnkör
- Kyrkans barnkör sjunger. Del 1, Advent-Trettondedagstiden. Utgiven 1976 på Cantate, Västerås.[29]

1. Adventets konung (Det är advent)
2. Var välsignad Sions konung (Var välsignad, se din konung nalkas dig)
3. Bereden väg för Herran
4. Nu är advent
5. Låt din stjärna visa väg
6. I den stilla helga natt
7. Himlens änglakörer sjunga
8. Den signade dag
9. Nyårshymn (På bönens vingar min ande stiger)
10. Namnet Jesus (I namnet Jesus får människan liv)
11. En stjärna gick på himlen fram
12. Vid krubban (I öster stiger härligt klar)
13. Maria (Du är utvald)

- Kyrkans barnkör sjunger. Del 2, Fastetiden. Utgiven 1977 på Cantate, Västerås.[30]

1. Se, vi gå upp till Jerusalem
2. Lidandets väg (Se en lärjungaskara)
3. Kärlekens väg (Jesus som vår smärta bar)
4. Livets bröd (Varje dag jag håller bröd uti min hand)
5. Ett liv i evighet (O Jesus, du som kom till oss)
6. Korset och segern (På den mörka korsets kulle)
7. Israels konung (En man på åsna rider fram)
8. Vid Golgata (Nyss sjöng jag med i mängdens hosianna)
9. Where you there = Är du med

- Kyrkans barnkör sjunger. Del 3, Påsk-Pingsttiden. Utgiven 1979 på Cantate, Västerås.[31]

1. Ära ske Gud, så ock hans Krist
2. Se stenen är borttagen
3. Jesus uppstånden
4. Krist är uppstånden
5. I ordets ljus (Heliga Ord från evighet)
6. Pingsthymn (O, du som leder människornas öden)
7. Ande, kom med eld och lågor

- Kyrkans barnkör sjunger. Del 4, Trefaldighetstiden. Utgiven 1980 på Cantate, Västerås.[32]

1. Livets ord (Gud vår Gud du ger oss livets ord)
2. Den blida vår är inne
3. Medan allting ler och blommar
4. Jakobs dröm (Vi vandrar fram mot helig ort)
5. Bred dina vida vingar
6. I himmelen, i himmelen
7. Från hav till hav
8. Till Guds lov (Min tunga vill prisa Gud)
9. Du som i himlen bor

- Lova Herren, del 1
- Shalom
- Vad röst, vad ljuvlig röst jag hör